# 違法収集証拠排除法則
違法収集証拠排除法則（いほうしゅうしゅうしょうこはいじょほうそく）とは、証拠の収集手続が違法であったとき、公判手続上の事実認定においてその証拠能力を否定する刑事訴訟上の法理である。略して排除法則とも呼ばれる。

## 概説
供述証拠の場合、収集過程に違法性があれば、虚偽の供述が疑われるなど、証明力に影響を及ぼす可能性がある。
一方、非供述証拠の場合には押収手続に違法性があっても、その押収物の証明力自体に影響を及ぼすとは考えにくい。このような非供述証拠の証拠能力を否定することは、実体的真実主義に反するとも考えられ、コモン・ローなどでは、その証拠能力は否定されなかった。しかし、19世紀後半にアメリカ合衆国で違法な押収物の排除法則が確立された。
排除法則の根拠としては、これまで主として規範説・司法の廉潔性説・抑止効説の3つの説が唱えられてきた。
規範説
違法収集証拠の利用は、法の適正手続に反する。
司法の廉潔性説
違法収集証拠の裁判手続での利用は、司法に対する国民の信頼を裏切るものである。
抑止効説
将来の違法捜査の抑止のためには、違法収集証拠を排除することが、最善の方法であるとするものである。
今日では、抑止効説を主流としながら、これら3つの説が総合的に排除法則の根拠をなしていると考えられている。

## 米国における排除法則
アメリカ合衆国では、もともとコモン・ローのもと収集手段に違法性の瑕疵があっても、原則として事件に関連性の認められる証拠であれば、採用を許容する証拠法則がとられていた。
しかし、1886年のボイド対合衆国事件（en: Boyd v. United States）で、アメリカ合衆国憲法修正第4条（不合理な捜索、逮捕、押収の禁止）に違反して、不法に押収された証拠を採用することは、アメリカ合衆国憲法に違反すると判断された（合衆国最高裁判所判決では、修正第4条と不可分の関係で修正第5条も引用された）。
また、1914年のウィークス対合衆国事件（en: Weeks v. United States）では、不当に押収された物を証拠として採用することを認めれば、憲法修正第4条が無意味になるとして、証拠から排除した。これらの判例は、連邦刑事規則第41条において明文で規定されることとなった。

## 日本における排除法則
供述証拠に関しては強制等による自白の証拠能力を否定する規定（日本国憲法第38条2項 、刑事訴訟法319条1項）がある。これに対して違法に収集された非供述証拠の証拠能力に関する明文規定はなく、排除法則は判例によって採用されたものである。なお、上記の憲法38条2項及び刑事訴訟法319条1項を排除法則の特別規定とする見解も主張されている。

### 根拠規定
非供述証拠の排除法則は、前述したように明文規定はないものの、憲法31条・35条や刑事訴訟法218条1項 の趣旨に由来するものであるといえる。
- 憲法31条は適正手続の保障を定めている。これは同時に、人身の自由についての基本原則とされ、公権力を手続的に拘束し、人権を手続的に保障することを目的とした条文であるとされている。
- 憲法35条は令状主義をその趣旨とし、裁判官による令状がなければ、住居、書類および所持品について侵入、捜索および押収を受けることはない旨を保障している。

すなわち、言い換えるならば、排除法則は日本国憲法の定める適正手続と令状主義の要請といえる。
このうち、憲法31条を根拠とするのが田宮説、33条・35条を根拠とするのが渥美説である。

### 適用基準
違法収集証拠の排除の基準には絶対的排除説と相対的排除説の二つの考えがある。
絶対的排除説
絶対的排除説は、証拠収集手続の違法の有無を証拠能力否定の基準とするものである。この説は、排除法則の根拠に関する規範説に親しむ基準といえる。
これに対しては、些細な違法があったにすぎない場合にも一律に証拠能力を否定することは、真実発見を困難にし、現実的でないとする批判や、裁判所が証拠収集の違法認定に対して慎重になりやすくなるとの批判などがある。
相対的排除説
相対的排除説は、証拠収集手続に憲法違反があった場合は絶対的に証拠を排除するが、それ以外の場合には司法の廉潔性や将来の違法捜査の抑止の観点から、諸般の事情を利益衡量して排除を決定すべき、とする。すなわち、手続違反の程度・捜査官の有意性・証拠の重要性・手続違反と証拠の因果関係・事件の重大性などを総合的に考慮した上で、証拠能力を判断すべきであるとしている。
これに対しては、事件の重大性や証拠の重大性を考慮すれば、処罰の必要を重視することになり、証拠が排除されないことになるとの批判や、柔軟な排除基準を採ることは、かえって司法に対する国民の信頼を損なうとする批判などがある。
しかし、排除法則の根拠も総合的に考慮すべきであるから、その基準も利益衡量とならざるをえない点、および裁判所による捜査手続の違法認定は、仮に証拠の排除がなされなかったとしても、判例による捜査法の形成という一定の効果をもたらしうるので、違法宣言の出しやすい基準が望ましい点などから相対的排除基準がより妥当と考えられる。
最高裁判例が示した基準は「令状主義の精神を没却するような重大な違法があり、これを証拠として許容することが、将来における違法な捜査の抑制の見地からして相当でないと認められる場合においては、その証拠能力は否定される」というものであり、相対排除説の立場をとっているといえる。

### 判例
排除法則が日本の最高裁判例で採用されたのは、昭和53年（1978年）9月7日のことである。それまでの判例は、押収物は押収手続が違法であったとしても物自体の性質、形状に変異を来すはずがないから、その形状等に関する証拠たる価値に変わりはないというものであった。
しかし、学説上は、アメリカ法の影響を受け、少なくとも収集手続に重大な違法がある証拠の証拠能力は否定すべきとする見解が有力になっていた。また最高裁昭和36年6月7日大法廷判決では、15人中6名の裁判官が反対意見として、理論的に違法収集証拠排除法則を認めた。下級審においても、違法収集証拠排除法則を肯定する裁判例が増えてきていた。
このような状況の下、最高裁は昭和53年9月7日第一小法廷判決において、初めて排除法則を理論的に認めた。同事案においては具体的な事情に照らし証拠排除までは認められなかったが、最高裁平成15年2月14日第二小法廷判決においては、排除法則を適用した初めての証拠排除が行われた。

### 議論
排除法則は強制処分の事後審査において重要な機能を果たしていると評される。しかしながら、現実には前掲昭和53年最判の理論に従えば、その機能を果たすことは難しいとされる。すなわち、同最判が定立した基準に照らせば、排除法則が機能するのは違法な手続が捜査官によって繰り返されるという異常な事態に限定されてしまい、通常の場面では排除法則は機能しないことになるのである。